# Hatchet II
Hatchet II ist ein US-amerikanischer Splatterfilm von Adam Green aus dem Jahr 2010 und die Fortsetzung von Hatchet (2006). Im Juni 2013 wurde mit Hatchet III eine weitere Fortsetzung veröffentlicht.

## Handlung
Die Handlung schließt unmittelbar an die Geschehnisse des ersten Filmteils an:
Marybeth kann sich des Angriffs Victor Crowleys erwehren und an das naheliegende Ufer fliehen, an dem sie den Krokodiljäger Jack Cracker trifft, der ihr zunächst Hilfe und einen Unterschlupf bietet.
Als Cracker erkennt, wen er sich mit Marybeth ins Haus geladen hat, verweist er sie – aus Furcht vor einem Vergeltungsakt Crowleys – seines Hauses; jedoch zu spät: alsbald wird Cracker von Crowley aufgesucht und enthauptet.
Von Clive Washington ("Reverend Zombie") erfährt Marybeth, dass ihr Vater einer der Jugendlichen war, die das Haus der Crowleys in einer Halloween-Nacht versehentlich in Brand gesetzt haben (und somit die Ereignisse in Gang setzten, die zum Tod Victors führten).
Zusammen mit dem "Reverend", ihrem "Onkel" Bob (Tom Holland) und einigen Jägern macht sich Marybeth zurück auf den Weg in den Sumpf, um die Leichen ihres Vaters und Bruders zu bergen – und Victor Crowley zu töten.
Die Reihen der "Expedition" lichten sich schnell: ein Wegstreiter nach dem anderen fällt Crowleys Bluttaten zum Opfer.
Zudem muss Marybeth alsbald erkennen, dass der Reverend eine geheime Agenda verfolgt: Er zählt darauf, dass der Geist Victors seinen Frieden findet, sobald der Widergänger seine Rache an den letzten lebenden Verwandten seiner "Mörder" vollendet hat – und die verfluchten Sumpfgebiete um das Haus der Crowleys dann wieder für Jagd und Tourismus nutzbar sind.
Der Reverend unterliegt diesbezüglich allerdings einem fatalen Irrtum – und wird von Crowley zunächst zweigeteilt und anschließend gehäutet.
In einem Moment der Unaufmerksamkeit Victors gelingt es Marybeth unterdessen, sich der Axt Crowleys zu bemächtigen – und mit dieser den Kopf des Widergängers zu zertrümmern.
Ein letztes Zucken von Crowleys Kadaver beendet Marybeth mit Hilfe eines Jagdgewehrs und einer Ladung Schrot.

## Kritiken
Das Lexikon des internationalen Films schrieb: „Fortsetzung eines Slasherfilms, die mangelnde Originalität durch gesteigerten Blutzoll ausgleichen will.“

## Veröffentlichung

### In Deutschland
Der Film wurde um drei Minuten gekürzt von der FSK mit einer Freigabe ab 18 freigegeben und wurde in Deutschland in dieser Version von Sunfilm Entertainment auf DVD veröffentlicht. Auch das Bonusmaterial wurde gekürzt. Eine ungeschnittene Version wurde in Österreich von ILLUSIONS UNLTD. films veröffentlicht.

### In den USA
Am 13. April 2012 feierte die Uncut 35mm print Version im Rahmen des Chicago Fear Fest seine Premiere.